# 아파노카이테과
아파노카이테과(Aphanochaetaceae)는 녹조강 녹색반점말목에 속하는 녹조류과의 하나이다. 4속 15종으로 이루어져 있다.

## 하위 속
- 아파노카이테속 (Aphanochaete) - 8종
- 카이토네마속 (Chaetonema) - 3종
- 미크로포아속 (Micropoa) - 유일종 M. leptochaete
- 탐니오카이테속 (Thamniochaete) - 3종